# Bergasa
Bergasa település Spanyolországban, La Rioja autonóm közösségben. Bergasa Arnedo, Herce, Bergasillas Bajera, Arnedillo, Ocón és Tudelilla községekkel határos. Lakosainak száma 170 fő (2024).

## Népesség
A település népessége az elmúlt években az alábbi módon változott:
| Lakosok száma | 133  | 150  | 137  | 164  | 150  | 157  | 147  | 148  | 160  | 170  |
|               | 2001 | 2004 | 2007 | 2009 | 2012 | 2014 | 2017 | 2019 | 2022 | 2024 |